# Rob Holding
Robert Samuel „Rob“ Holding (* 20. September 1995 in Tameside) ist ein englischer Fußballspieler, der bei Crystal Palace in der Premier League unter Vertrag steht. Er spielt als Innenverteidiger.

## Profikarriere
Da er bei den Bolton Wanderers in der Saison 2014/15 keine Spielpraxis in der ersten Elf erhielt, wurde er im März 2015 an den FC Bury ausgeliehen. Sein Championship-Debüt gab er am 15. August 2015 gegen den FC Middlesbrough.
Am 22. Juli 2016 wechselte Holding für drei Millionen Euro zum FC Arsenal. Sein Premier-League-Debüt gab er am 14. August 2016 gegen den FC Liverpool.
In seinem ersten Vertragsjahr in dem Verein bestritt er 21 Pflichtspiele, hierbei erzielte er 1 Tor und 1 Torvorlage. Darunter gehören Einsätze in der UEFA Champions League und der Premier League. In dieser Saison gewann er im Mai 2017 den Englischen Pokal und im August 2017 den Englischen Supercup 2017.
Im September 2023 wechselte er innerhalb Londons zu Crystal Palace und unterschrieb dort einen Dreijahresvertrag.

## Titel und Erfolge
- Englischer Pokalsieger: 2017
- Englischer Supercupsieger: 2017, 2020